# انقلاب 1970 في سلطنة عمان
هو انقلاب أبيض نفذّه قابوس بن سعيد على والده السلطان سعيد بن تيمور في 23 يوليو من عام 1970 ، متولياً السلطة خلفاً لوالده الذي عاش بعد عزله عن الحكم في المنفى في لندن، وكانت عمان تعيش حرب أهلية في جنوبها عرفت باسم ثورة ظفار.